# 庫斯托洛沃-蘇霍季爾卡
49°22′55″N 34°43′31″E / 49.38194°N 34.72528°E
庫斯托洛沃-蘇霍季爾卡（烏克蘭語：Кустолово-Суходілка）是位於烏克蘭中部波爾塔瓦州裏波爾塔瓦區的村莊，距離利西夫卡0.5公里，始建於1841年，面積22.22平方公里，海拔高度102米，2001年人口1,467。